# Мала Іловиця
Мала́ І́ловиця — село в Україні, у Шумській міській громаді Кременецького району Тернопільської області. Розташоване на річці Ілавка, на півночі району. 
Населення — 208 осіб (2016).

## Історія
Поблизу Малої Іловиці виявлено археологічні пам'ятки пізнього палеоліту (кістки плейстоценових тварин у карстовій порожнині на східній околиці села) та підкарпатської культури шнурової кераміки.
Перша писемна згадка 21 липня 1545 року як власність М. Четвертинського, 1583 року населений пункт віддали в оренду.
1 жовтня 1933 року утворено ґміну Угорськ Кременецького повіту і село включено до неї.
1943 року у Малій Іловиці був лазарет УПА. У травні 1946 року село спалили війська НКДБ.
12 червня 2020 року, відповідно до розпорядження Кабінету Міністрів України № 724-р «Про визначення адміністративних центрів та затвердження територій територіальних громад Тернопільської області» село увійшло до складу Шумської міської громади.
19 липня 2020 року, в результаті адміністративно-територіальної реформи та ліквідації Шумського району, село увійшло до складу Кременецького району.

## Релігія
- У селі стоїть церква Вознесіння Господнього (1990 року, кам'яна), 2 «фігури», триває будівництво каплички.

13 липня 2011 року у с. Мала Іловиця було освячено хрест під будівництво храму та монастиря преподобного Амфілохія Почаївського (преподобний у селі провів останні роки свого життя). Отець Амфілохій заповідав, що у його рідному селі постане храм. У співслужінні соборного духовенства єпископ Тернопільський і Бучацький УПЦ КП Нестор освятив, заклав наріжний камінь під будівництво храму Преподобного Амфілохія Почаївського.[2]

## Пам'ятки
- Збереглися залишки панського двору.
- Геологічна пам'ятка природи місцевого значення гора «Пустельна»

## Соціальна сфера
Діють ФАП, торгівельний заклад.

## Цікаві факти
Біля гори проходить велосипедний маршрут №4 «Шляхами південного краю Волині» Національного парку "Кременецькі гори". Протяжність маршруту – 90 км.

## Населення

### Мова
Розподіл населення за рідною мовою за даними перепису 2001 року:
| Мова       | Кількість | Відсоток |
| ---------- | --------- | -------- |
| українська | 239       | 99.58%   |
| російська  | 1         | 0.42%    |
| Усього     | 240       | 100%     |

## Відомі люди

### Народилися
- Амфілохій Почаївський (у миру Яків Варнавович Головатюк; 1894—1971) — святий, чудотворець, старець, послушник Почаївської лаври;
- М. Головатюк — діяч ОУН і УПА;
- Н. Коцимда — літераторка;
- Г. Петрук — краєзнавець.

## Галерея

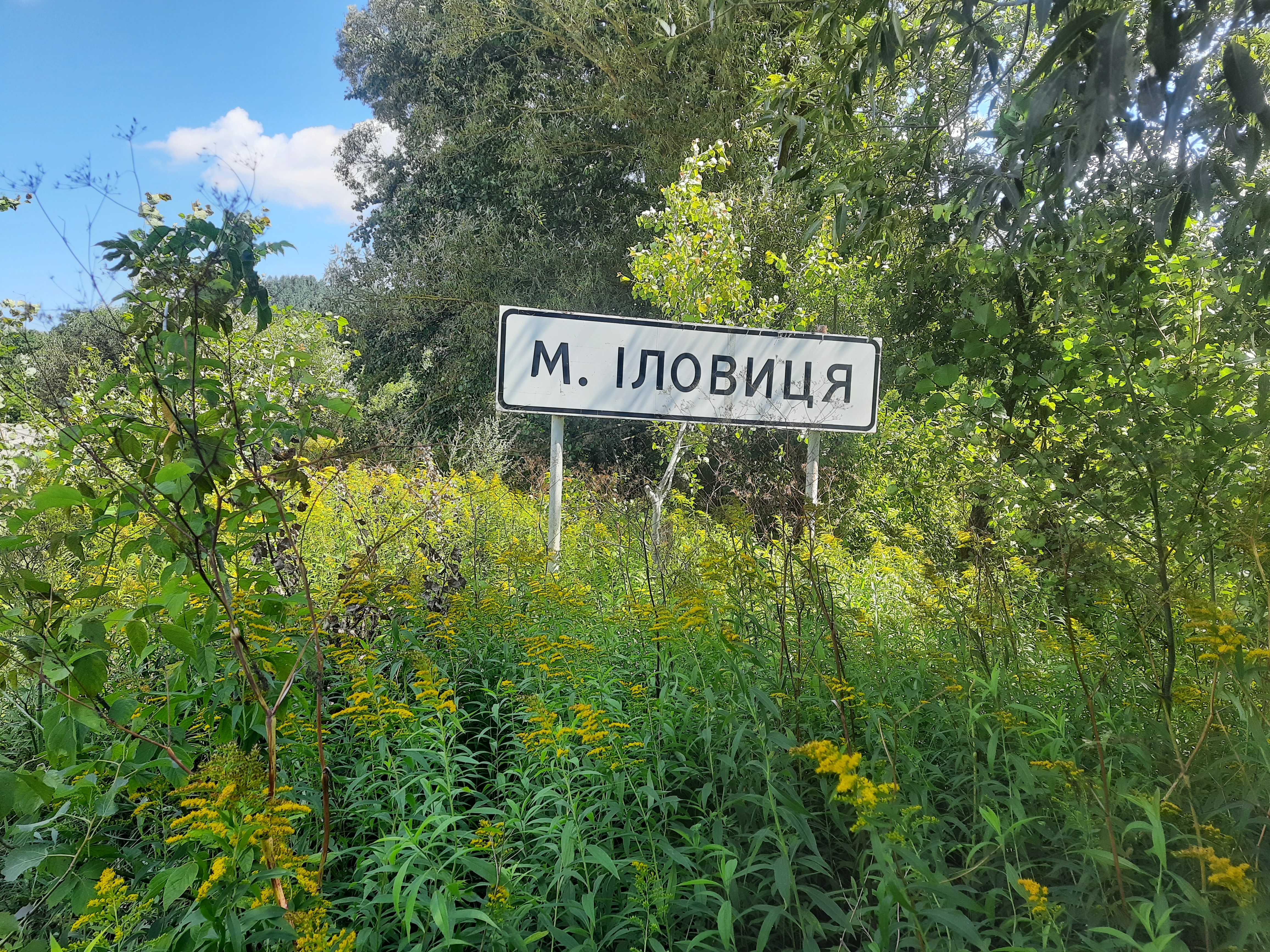
Дорожній знак при в'їзді в село
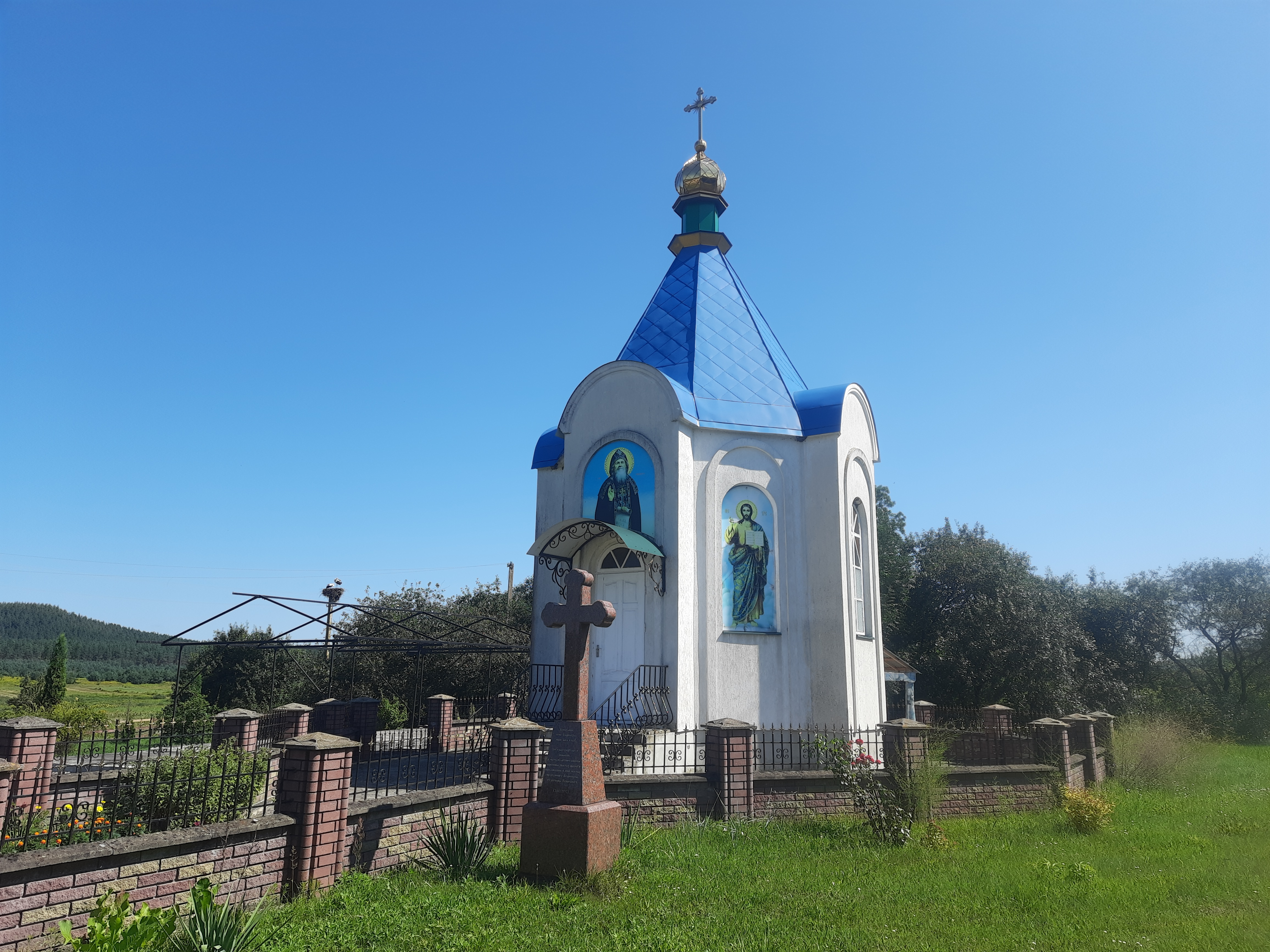
Каплиця
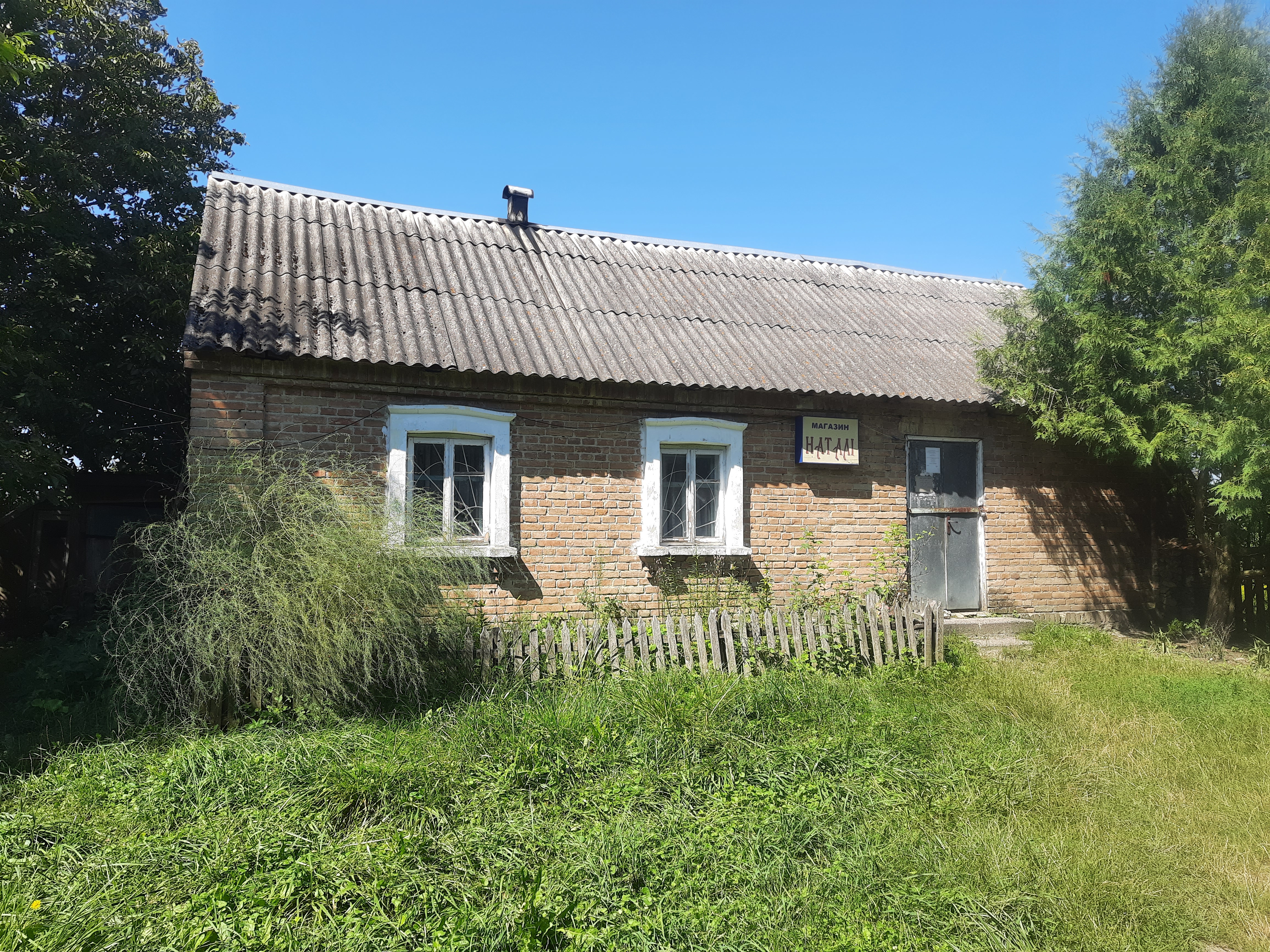
Крамниця
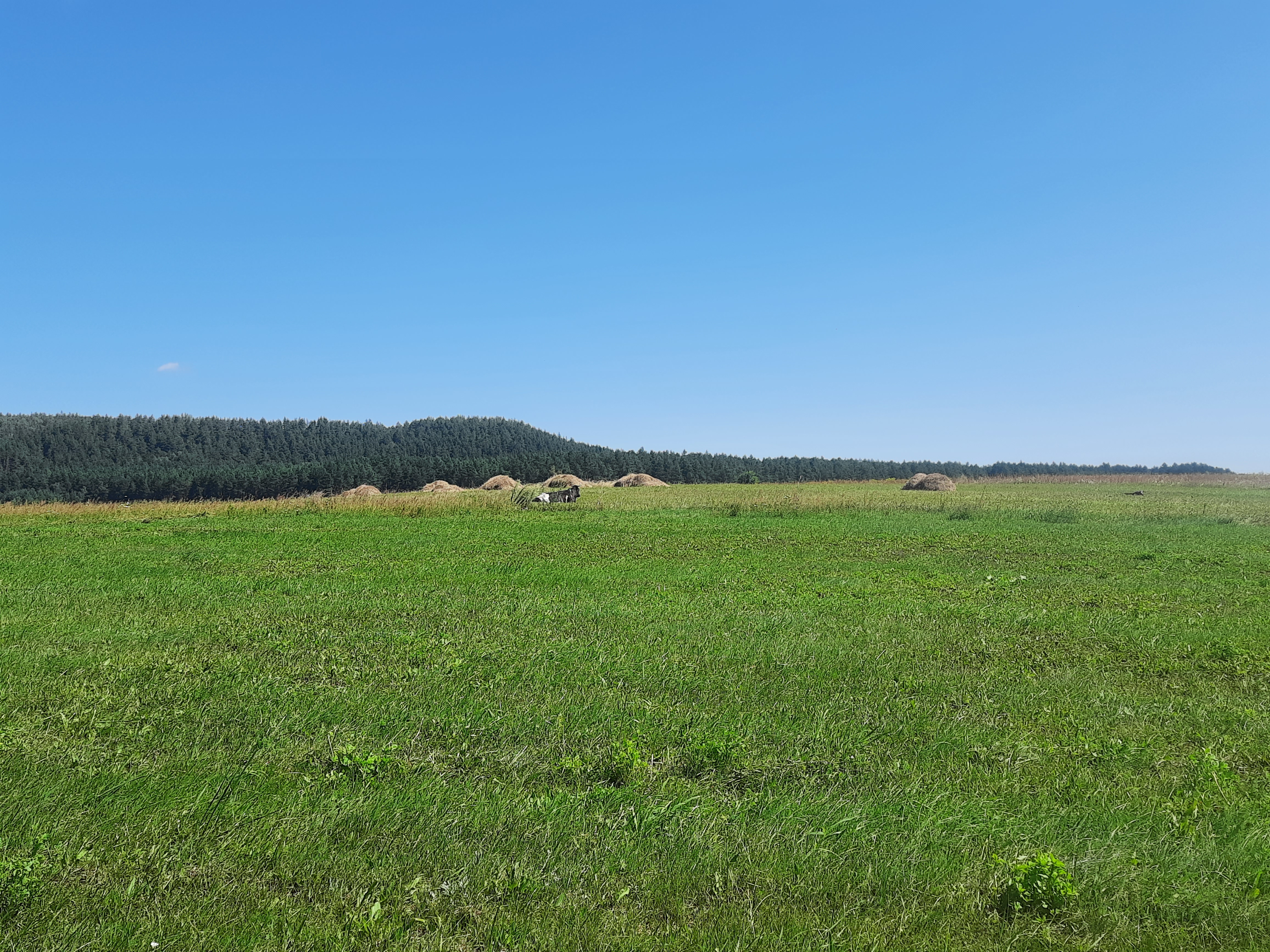
Краєвид біля села